# Ecnomiosa inexpectata
Ecnomiosa inexpectata är en armfotingsart som beskrevs av Cooper 1981. Ecnomiosa inexpectata ingår i släktet Ecnomiosa och familjen Kingenidae. Inga underarter finns listade i Catalogue of Life.